# Knicklenkung

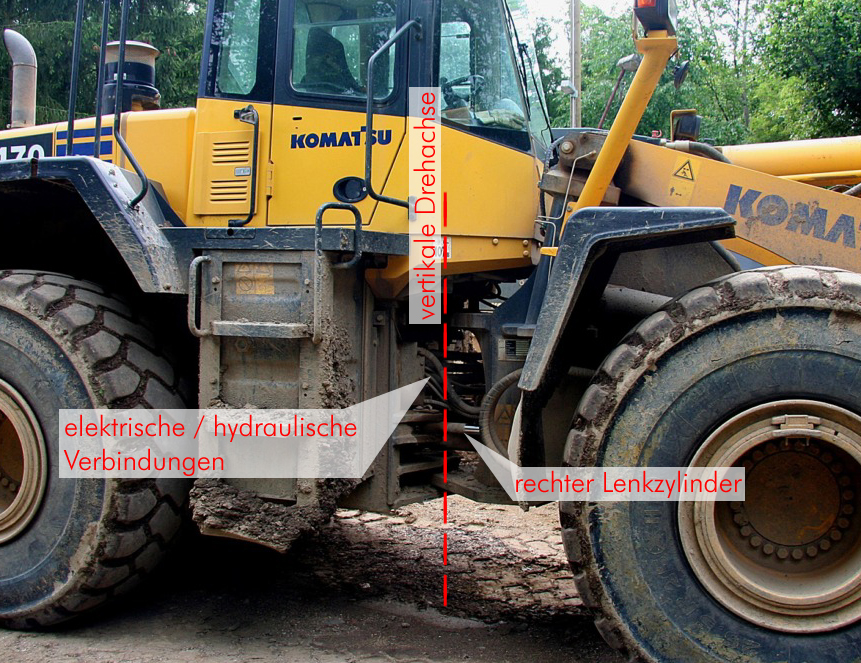
Komatsu WA 470

Knicklenkung ist die Bezeichnung für eine Form der Fahrzeug-Lenkung. Sie setzt voraus, dass das zwei- oder mehrachsige Fahrzeug aus mindestens zwei Teilen besteht, die mit einem Gelenk verbunden sind. Die Richtungsänderung erfolgt durch horizontales Verschwenken (oder „Knicken“) der Fahrzeugteile mitsamt den daran befindlichen Radsätzen. Durch die starr in den Teilkörpern gelagerten Radachsen ergibt sich je nach Einschlagwinkel ein mehr oder weniger bogenförmiger Fahrkurs. Diese Art von Lenkung sieht man häufig bei selbstfahrenden Bau- und Arbeitsmaschinen, bei denen es auf eine gute Wendigkeit auf kleinem Raum ankommt, z. B. bei Holzarbeiten im Wald. Fahrzeuge mit dieser Bauweise werden häufig als Knicklenker bezeichnet. Die Verbindung zwischen Vorder- und Hinterwagen erfolgt meist mit doppelt angestellten Kegelrollenlagern.
Ein Vorteil ist, dass in den unteren Bereichen des Fahrzeugs durch Boden- oder Objektberührung gefährdete Bauteile wegfallen. Dafür wird in Kauf genommen, sämtliche Steuer-, Hydraulik-, Elektroleitungen und bei Allradantrieb auch die Antriebswelle flexibel durch das Knickgelenk zu führen. Meist wird auch die Fahrzeugverwindung im Knickgelenk ausgeglichen d. h. beide Achsen werden prinzipiell starr konstruiert und auftretende Verdrehungen zwischen Vorder- und Hinterachse nimmt ein weiteres am Knickgelenk angelagertes Gelenk auf.

## Geschichte

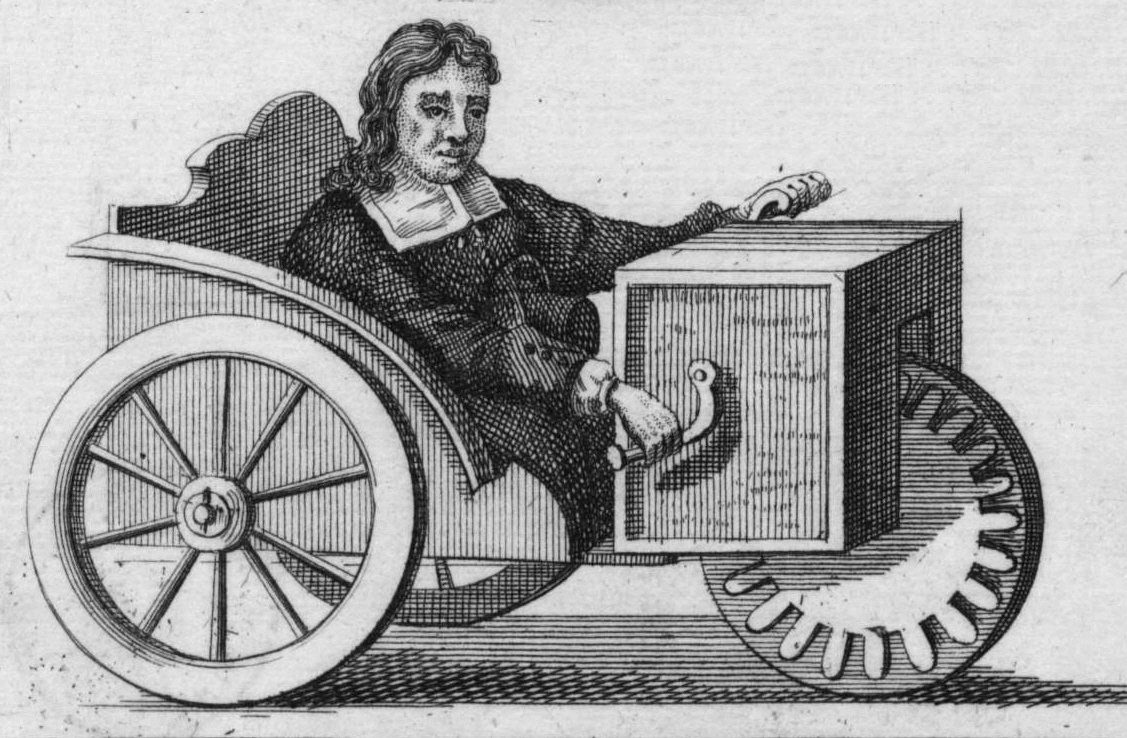
Rollstuhl von Stephan Farfler

Erste Erwähnung findet diese Form der Lenkung 1685, der Uhrmacher Stephan Farfler aus Altdorf bei Nürnberg entwickelte die Technik für den Einbau in einen dreirädrigen Rollstuhl. Im Jahr 1835 übernahm der englische Wagenbauer William Bridges Adams diese Form der Lenkung zur Konstruktion von Pferdewagen. Die Nachteile der Konstruktion, der größere Wenderadius als bei Schwenkachswagen und die komplizierte Trennung des Wagenaufbaus, sowie eine kostspielige Herstellung machte eine Verwendung bei Automobilen und Lastwagen eher uninteressant.
Etwa 1940 wurden Gelenke entwickelt, die auch eine zusätzliche Bewegung um die Querachse erlaubten. Dies machte den Einsatz der Knicklenkung für Militärfahrzeuge und Schlepper (siehe Knickschlepper) möglich. Diese Gelenke ergeben kleine Wenderadien, die Fahrzeuge können auf unebenem Gelände rangieren. Als weiterer Vorteil gilt, dass die Räder von Vorder- und Hinterteil spurüberdeckend laufen, so dass die Hinterräder die im Boden verdichtete Spur der Vorderräder nutzen und sich somit der Rollwiderstand drastisch reduziert. Bei Radladern und Kleinbaggern auf Radbasis ergibt sich erst durch die Knicklenkung eine seitliche (Mit-)Verschwenkbarkeit der Schaufel. Günstig ist auch die Vereinfachung des Manövrierens, da die Lenkgeometrie bei Vorwärtsfahrt identisch wie bei Rückwärtsfahrt ist.
Weinbergschlepper und Obstbau erfordern besonders schmale Traktoren, an denen die für Geländegängigkeit nötigen großen Räder mit Achsschenkellenkung nur minimale Lenkwinkel erlauben würden. Mit Knicklenkung können die großen Räder stets parallel zum Rumpf laufen. Bei Holder-Traktoren war sogar Zwillingsbereifung fast ohne Verbreiterung möglich, weil das zweite Rad auf der Innenseite angebracht wurde, mit entsprechender Einpresstiefe. 

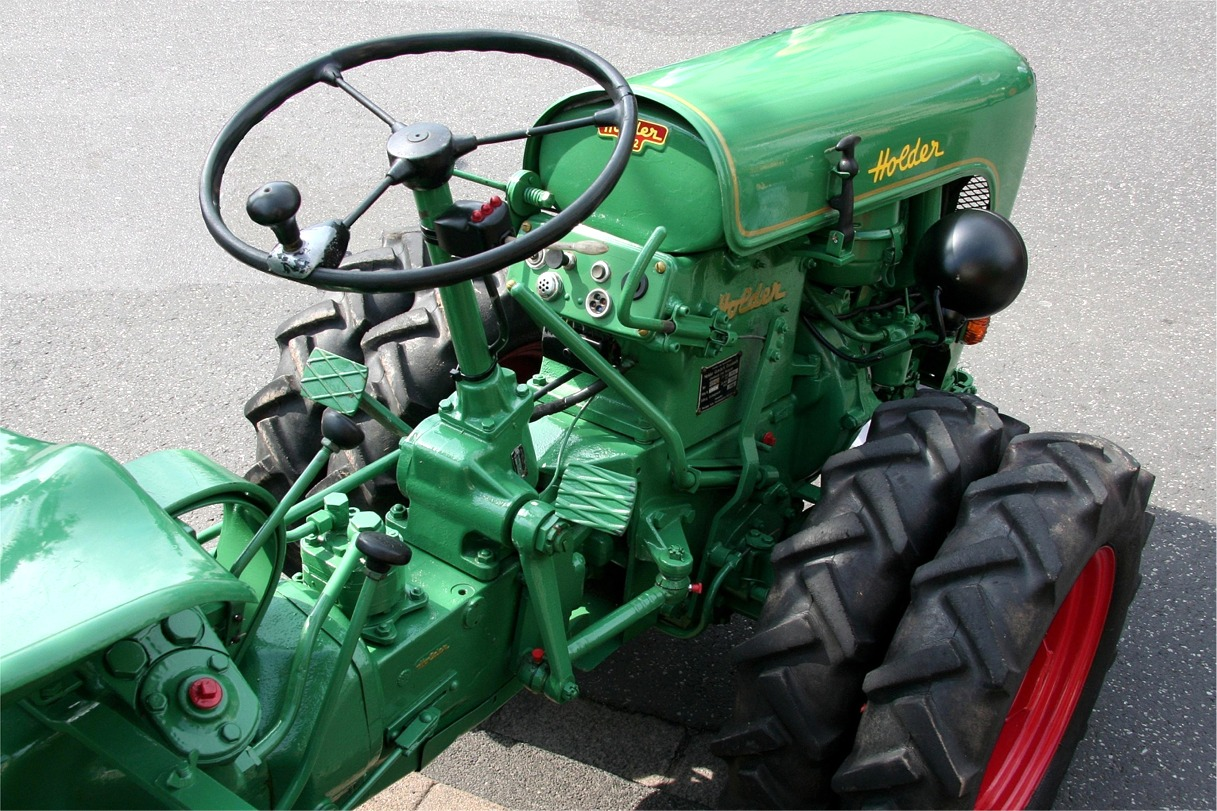
Knicklenkung eines Holder-Traktors mit Zwillingsbereifung
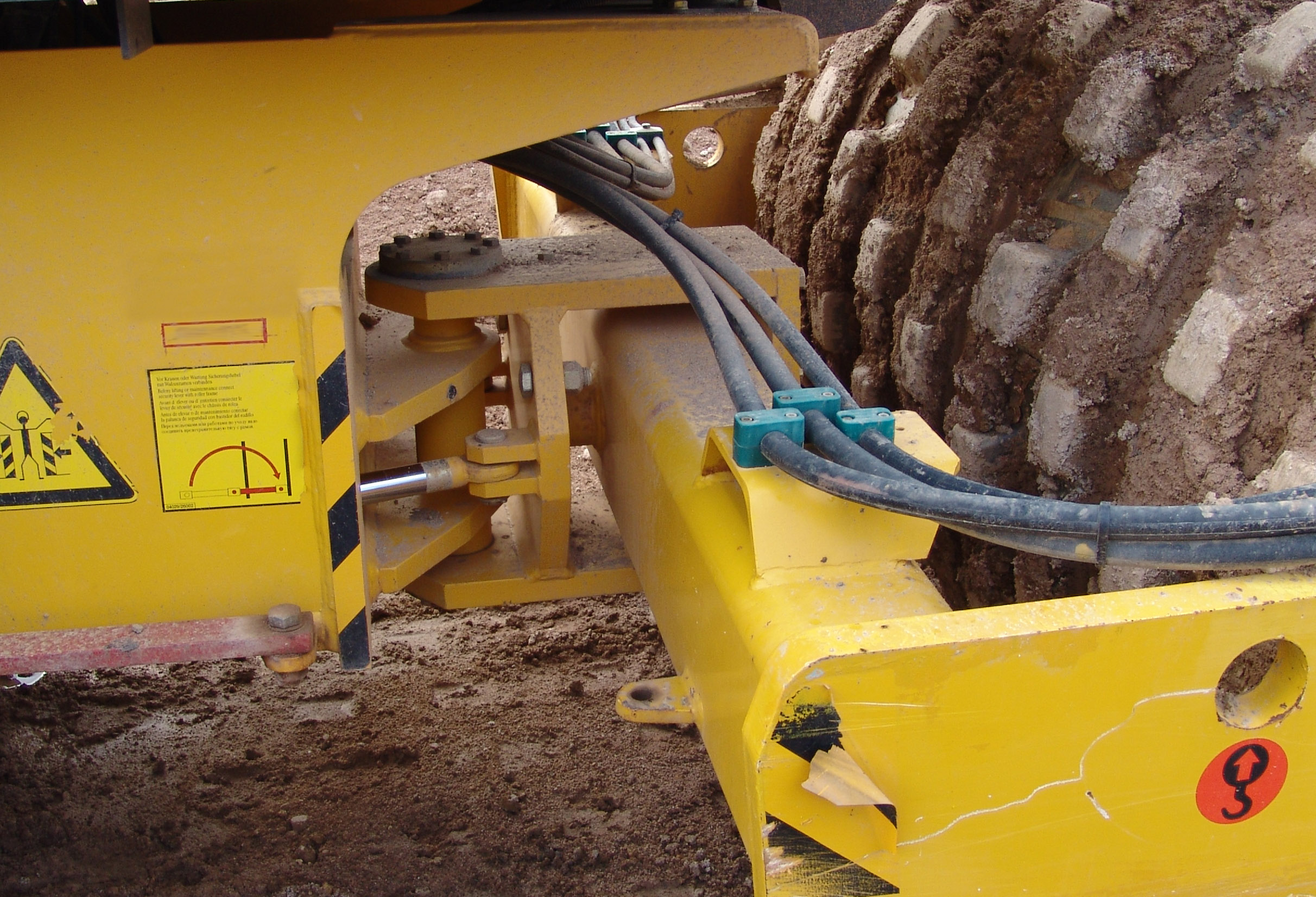
Knickgelenk einer Walze
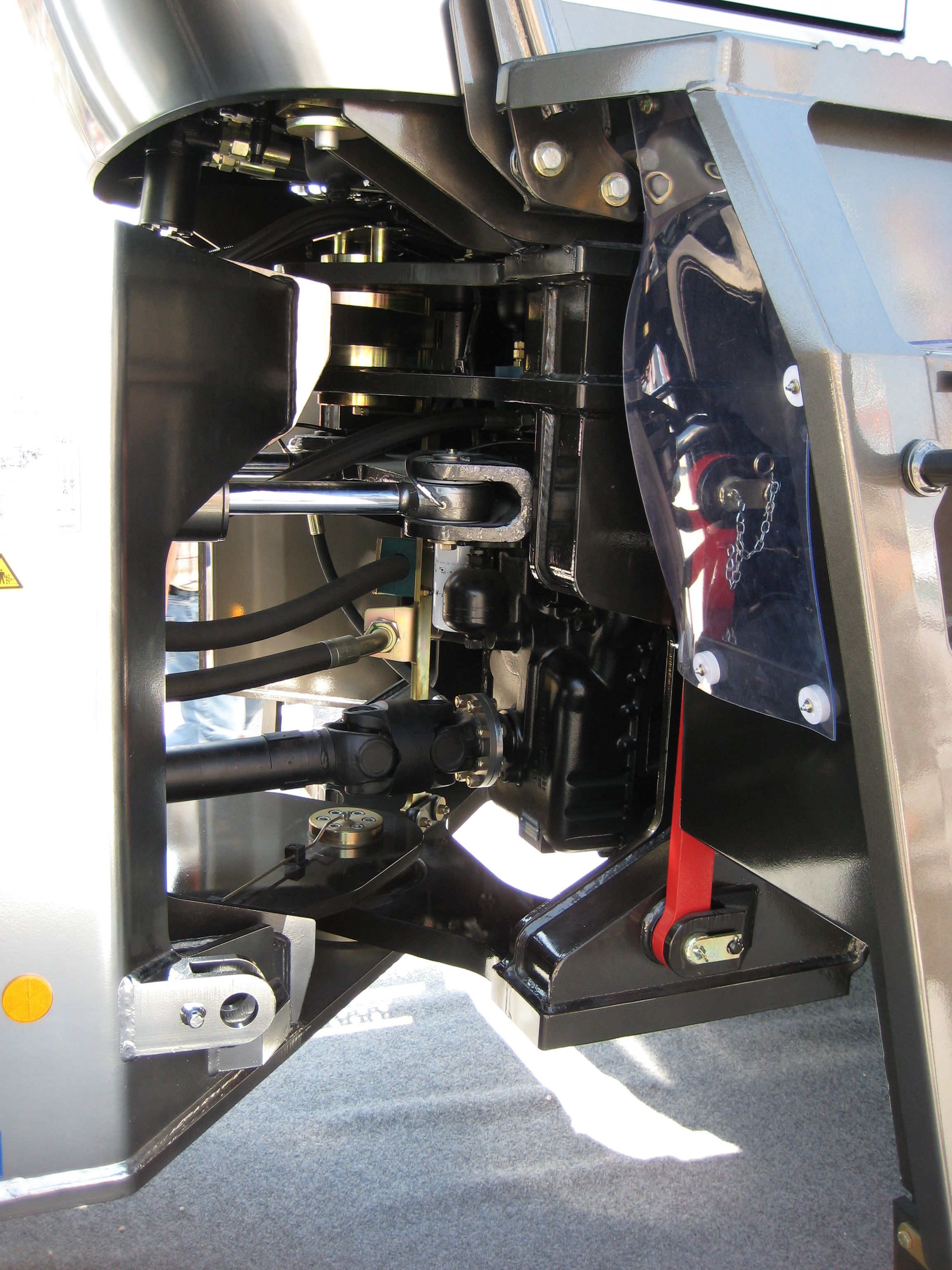
Knicklenkung an einem Liebherr-Radlader
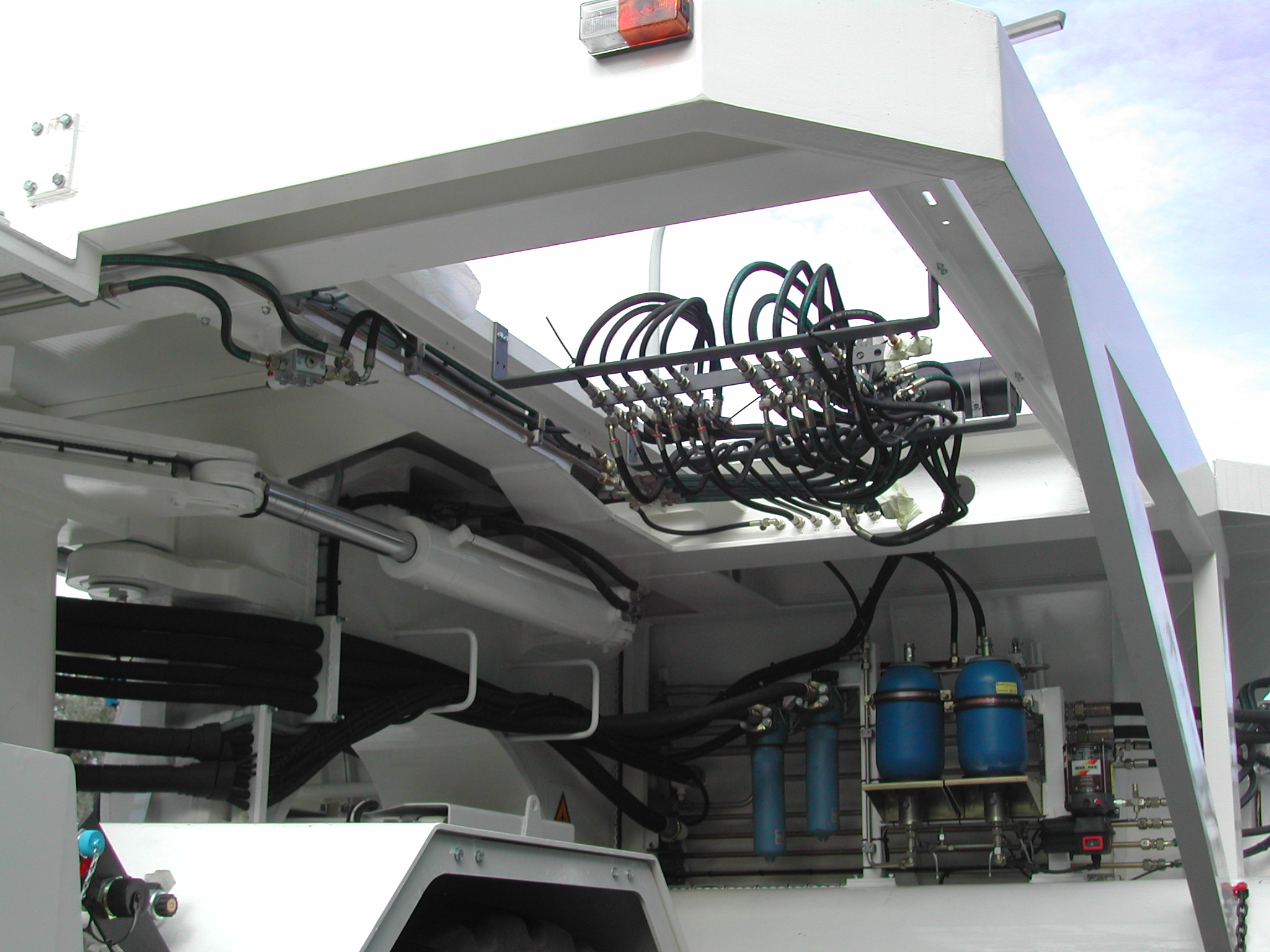
Lenkhydraulik eines knickgelenkten Schlackentransporters